# رودني ماركس
رودني ماركس (بالإنجليزية: Rodney Marks)‏ هو عالم فلك أسترالي، ولد في 13 مارس 1968، وتوفي في 12 مايو 2000 في القارة القطبية الجنوبية بسبب سم.